# عبد الحق الأول
عبد الحق الأول (542هـ - 614هـ) أبو محمد عبد الحق ابن الأمير محيو ابن الأمير أبي بكر بن حمامة بن محمد بن وزرير بن فجوس بن جرماط بن مرين. وهو أبو الملوك من بني مرين وإليه ينتسبون. عاد إلى المغرب من زاب إفريقية رفقة قومه بعدما إنحازوا عن مواطنهم بنهر ملوية من قبل إثر هزيمتهم في حملة الشيخ أبا حفص الهنتاتي أحد قادة الموحدين، فأهلك جميع بوادي المغرب، وضيق الواسع على ملوك الموحدين، وتجالبت إليه قبائل البربر، مطيعين له في إمارته، وعظم سلطانه واتسع نجاد ملكه. 

## صفته
صفته كما جاءت في كتاب روضة النسرين في دولة بني مرين لأبي الوليد إسماعيل ابن الأحمر :
كان أبيض اللون طويل القامة بعيد ما بين المنكبين حسن الوجه، فارسا شهما.

## حاله
حاله كما جاء في كتاب روضة النسرين في دولة بني مرين لأبي الوليد إسماعيل ابن الأحمر :
كان في قبائل بني مرين مشهورا بالتقى والصلاح والبركة موصوفا في أحواله وأحكامه بالعدل، يطعم الطعام، ويكفل الأيتام، ويؤثر المساكين، ويحنو على الفقراء والمستضعفين.

## وفاته
قتل يوم الأحد 22 جمادى الثانية سنة 614هـ وله 73 سنة في معركة جرت بين بني مرين وعرب بني رياح بموضع بمقربة من وادي سبو على أميال من قرية فرطاسة ( تافرطاست).